# Jean d'Ibelin (mort après 1250)
Pour les articles homonymes, voir Jean d'Ibelin.
Jean d'Ibelin (c. 1231 - après 1250) était un croisé au royaume de Chypre, de la famille d'Ibelin.
Il était fils de Baudouin d'Ibelin, sénéchal de Chypre, et de sa femme Alice de Bessan ou de Bethsan.
Marié 17 juillet 1247 avec Isabelle du Rivet, fille d'Aimery du Rivet et de sa femme Échive de Saint-Omer, petite-fille paternelle de Jacques du Rivet et de sa femme Isabelle de Soissons, fille de Renaud de Soissons et de sa femme Berthe Brisebarre, et petite-fille maternelle de Oste de Saint-Omer, seigneur de Gogulat, connétable de Tripoli, et de sa femme Femie Grenier de Sidon, il fut le père de :
- Gautier d'Ibelin
- Baudouin d'Ibelin († 1313), seigneur de Korakou et de Vitzada.